# Dodi Lukébakio
Dodi Lukébakio, né le 24 septembre 1997 à Asse en Belgique, est un footballeur international belge et congolais qui joue au poste d'attaquant au Séville FC.
Après une sélection en équipe de République démocratique du Congo en match amical en 2016, il opte finalement pour la Belgique l'année suivante.

## Biographie

### En club
Dodi Lukébakio commence sa carrière professionnelle au Sporting d'Anderlecht. En manque de temps de jeu, il rejoint le Toulouse FC en prêt lors de l'été 2016. Ne possédant pas de carte d'identité ou de carte de séjour, il ne peut cependant jouer avec le club, même pas avec l'équipe réserve. Il s'avère qu'il n'a pas obtenu de carte d'identité belge car il ne peut prouver qu'il est né en Belgique. En fait il n'a aucun acte de naissance. L'absence d'acte de naissance n'empêche pas de travailler en Europe (cas du champion d'Europe Renato Sanches), mais pour obtenir une carte de séjour française, Lukébakio à besoin de devenir international, que ce soit avec l'équipe de République démocratique du Congo ou avec l'équipe de Belgique. Le sélectionneur congolais, Florent Ibenge, accepte sans aucune hésitation, dès septembre 2016, mais la fédération belge, également sollicitée pour lui offrir une sélection, lui refuse pour cette saison. Il joue alors un match amical le 4 octobre 2016 contre le Kenya, ce qui ne lui ferme pas les portes à la sélection belge.
Finalement, en novembre la Ligue française de football professionnel accepte d'étudier son dossier sur la base d'un passeport congolais sans acte de naissance, faisant confiance aux autorités administratives congolaises. Si les autres clubs professionnels français acceptent de valider le dossier de leur concurrent toulousain, le joueur pourra exercer son talent à partir de la période d'enregistrement des effectifs suivante, en janvier 2017.
Comme pour tous les joueurs de l'effectif, l'entraineur toulousain, Pascal Dupraz, lui demande de privilégier l'entrainement en club et de refuser de participer à la Coupe d'Afrique des nations (l'édition 2017 est la dernière à se dérouler pendant les championnats professionnels, les suivantes se dérouleront en juin).
N'ayant joué qu'une vingtaine de minutes en amical, et n'ayant pas joué de match officiel, il demeure libre d'opter pour la sélection de son choix. De fait, à l'automne 2017, il est sélectionné avec la Belgique, en catégorie espoirs, et dispute des matchs officiels.
Le 30 janvier 2018, Lukébakio s'engage pour quatre ans et demi avec le Watford FC. L'indemnité de transfert est évaluée à cinq millions d'euros.
Prêté au Fortuna Düsseldorf en 2018-2019, le joueur se distingue le 24 novembre 2018 en inscrivant un triplé face au Bayern Munich dont le troisième et dernier dans les arrêts de jeu (3-3).
Le Hertha BSC le recrute en 2019 pour un montant de 18 millions d'euros. Ses meilleures statistiques avec ce club ont lieu en 2022-2023 avec 12 buts et cinq passes décisives.
En août 2023, il est transféré au Séville FC contre une indemnité évaluée entre 8 et 10 millions d'euros. Il subit en décembre une entorse au genou droit et est absent des compétitions durant environ trois mois. Il est titularisé à 14 reprises durant sa première saison au club. Devenu un « joueur clé » de l'effectif sévillan en 2024-2025, il est dès la fin du mois de novembre 2024 proche d'égaler son nombre de titularisations de la saison précédente en ayant pris part aux 14 premières rencontres de Liga de son club, dont 13 en ayant débuté la rencontre sur le terrain.

### En sélections nationales

#### Avec les équipes jeunes
Avec les espoirs belges, il inscrit quatre buts lors des éliminatoires de l'Euro espoirs 2019, contre Chypre, la Hongrie, Malte et enfin la Suède. Il participe ensuite à la phase finale du championnat d'Europe espoirs organisé en Italie. Lors de cette compétition, il joue trois matchs. Il délivre une passe décisive lors du premier match face à la Pologne. Avec un bilan catastrophique de trois défaites et trois matchs, la Belgique ne dépasse pas le premier tour du tournoi.

#### Avec l'équipe A
Le 8 octobre 2020, il figure pour la première fois sur le banc des remplaçants de l'équipe de Belgique A, mais sans entrer en jeu, lors d'une rencontre amicale face à la Côte d'Ivoire (score : 1-1).  Le 11 novembre 2020, il signe sa première titularisation avec les « Diables rouges », lors d'un match amical contre la Suisse (victoire 2-1). Le 13 octobre 2023, il inscrit ses deux premiers buts avec les Diables rouges face à l'Autriche (victoire 2-3).

#### Euro 2024
Le 28 mai 2024, il est retenu parmi les 25 joueurs belges convoqués pour participer à l'Euro 2024 et disputera ainsi son premier tournoi international majeur.

## Statistiques

### En club
| Saison                | Club                      | Championnat           | Championnat | Championnat | Championnat | Coupe(s) nationale(s) | Coupe(s) nationale(s) | Coupe(s) nationale(s) | Compétition(s) continentale(s) | Compétition(s) continentale(s) | Compétition(s) continentale(s) | Compétition(s) continentale(s) | Autres compétitions | Autres compétitions | Autres compétitions | Autres compétitions | Total | Total | Total |
| Saison                | Club                      | Division              | M.          | B.          | P.d.        | M.                    | B.                    | P.d.                  | Comp.                          | M.                             | B.                             | P.d.                           | Comp.               | M.                  | B.                  | P.d.                | M.    | B.    | P.d.  |
| 2015-2016             | RSC Anderlecht            | Division 1            | 14          | 1           | 2           | -                     | -                     | -                     | C3                             | 1                              | 0                              | 0                              | PO1                 | 3                   | 0                   | 0                   | 18    | 1     | 2     |
| 2016-2017             | Toulouse FC (prêt)        | Ligue 1               | 5           | 0           | 0           | 1                     | 0                     | 0                     | -                              | -                              | -                              | -                              | -                   | -                   | -                   | -                   | 6     | 0     | 0     |
| 2017-2018             | Charleroi SC (prêt)       | Division 1A           | 19          | 3           | 3           | 1                     | 0                     | 1                     | -                              | -                              | -                              | -                              | PO1                 | -                   | -                   | -                   | 20    | 3     | 4     |
| 2017-2018             | Watford FC                | Premier League        | 1           | 0           | 0           | -                     | -                     | -                     | -                              | -                              | -                              | -                              | -                   | -                   | -                   | -                   | 1     | 0     | 0     |
| 2018-2019             | Fortuna Düsseldorf (prêt) | Bundesliga            | 31          | 10          | 4           | 3                     | 4                     | 1                     | -                              | -                              | -                              | -                              | -                   | -                   | -                   | -                   | 34    | 14    | 5     |
| 2019-2020             | Hertha BSC                | Bundesliga            | 30          | 7           | 7           | 3                     | 1                     | 1                     | -                              | -                              | -                              | -                              | -                   | -                   | -                   | --                  | 33    | 8     | 8     |
| 2020-2021             | Hertha BSC                | Bundesliga            | 29          | 5           | 5           | 1                     | 2                     | 0                     | -                              | -                              | -                              | -                              | -                   | -                   | -                   | -                   | 30    | 7     | 5     |
| 2021-2022             | Hertha BSC                | Bundesliga            | 3           | 1           | 0           | 1                     | 0                     | 0                     | -                              | -                              | -                              | -                              | -                   | -                   | -                   | -                   | 4     | 1     | 0     |
| 2022-2023             | Hertha BSC                | Bundesliga            | 32          | 11          | 4           | 1                     | 1                     | 1                     | -                              | -                              | -                              | -                              | -                   | -                   | -                   | -                   | 33    | 12    | 5     |
| Sous-total            | Sous-total                | Sous-total            | 94          | 24          | 16          | 6                     | 4                     | 2                     | -                              | -                              | -                              | -                              | -                   | -                   | -                   | -                   | 100   | 28    | 18    |
| 2021-2022             | VfL Wolfsburg (prêt)      | Bundesliga            | 19          | 1           | 3           | -                     | -                     | -                     | C1                             | 6                              | 0                              | 0                              | -                   | -                   | -                   | -                   | 25    | 1     | 3     |
| 2023-2024             | Séville FC                | Liga                  | 23          | 5           | 1           | 0                     | 0                     | 0                     | C1                             | 4                              | 0                              | 0                              | -                   | -                   | -                   | -                   | 27    | 5     | 1     |
| 2024-2025             | Séville FC                | Liga                  | 38          | 11          | 2           | 1                     | 0                     | 0                     | -                              | -                              | -                              | -                              | -                   | -                   | -                   | -                   | 39    | 11    | 2     |
| 2025-2026             | Séville FC                | Liga                  | 1           | 1           | 0           | -                     | -                     | -                     | -                              | -                              | -                              | -                              | -                   | -                   | -                   | -                   | 1     | 1     | 0     |
| Sous-total            | Sous-total                | Sous-total            | 62          | 17          | 3           | 1                     | 0                     | 0                     | -                              | 4                              | 0                              | 0                              | -                   | -                   | -                   | -                   | 67    | 17    | 3     |
| Total sur la carrière | Total sur la carrière     | Total sur la carrière | 245         | 56          | 31          | 12                    | 8                     | 4                     | -                              | 11                             | 0                              | 0                              | -                   | 3                   | 0                   | 0                   | 271   | 64    | 35    |

### En sélections nationales
| Saison                | Sélection             | Phases finales         | Phases finales | Phases finales | Phases finales | Éliminatoires CDM | Éliminatoires CDM | Éliminatoires CDM | Éliminatoires EURO | Éliminatoires EURO | Éliminatoires EURO | Ligue des Nations | Ligue des Nations | Ligue des Nations | Matchs amicaux | Matchs amicaux | Matchs amicaux | Total | Total | Total |
| Saison                | Sélection             | Compétition            | M              | B              | Pd             | M                 | B                 | Pd                | M                  | B                  | Pd                 | M                 | B                 | Pd                | M              | B              | Pd             | M     | B     | Pd    |
| --------------------- | --------------------- | ---------------------- | -------------- | -------------- | -------------- | ----------------- | ----------------- | ----------------- | ------------------ | ------------------ | ------------------ | ----------------- | ----------------- | ----------------- | -------------- | -------------- | -------------- | ----- | ----- | ----- |
| 2016-2017             | RD Congo              | -                      | -              | -              | -              | -                 | -                 | -                 | -                  | -                  | -                  | -                 | -                 | -                 | 1              | 0              | 0              | 1     | 0     | 0     |
| 2020-2021             | Belgique              | -                      | -              | -              | -              | -                 | -                 | -                 | -                  | -                  | -                  | 0                 | 0                 | 0                 | 1              | 0              | 0              | 1     | 0     | 0     |
| 2021-2022             | Belgique              | Ligue des nations 2021 | 0              | 0              | 0              | 3                 | 0                 | 0                 | -                  | -                  | -                  | -                 | -                 | -                 | -              | -              | -              | 3     | 0     | 0     |
| 2022-2023             | Belgique              | -                      | -              | -              | -              | -                 | -                 | -                 | 2                  | 0                  | 3                  | 1                 | 0                 | 0                 | 1              | 0              | 0              | 4     | 0     | 3     |
| 2023-2024             | Belgique              | Euro 2024              | 3              | 0              | 0              | -                 | -                 | -                 | 3                  | 2                  | 0                  | -                 | -                 | -                 | 4              | 0              | 0              | 10    | 2     | 0     |
| 2024-2025             | Belgique              | -                      | -              | -              | -              | 1                 | 0                 | 0                 | -                  | -                  | -                  | 7                 | 0                 | 0                 | -              | -              | -              | 8     | 0     | 0     |
| Sous-total            | Sous-total            | Sous-total             | 3              | 0              | 0              | 4                 | 0                 | 0                 | 5                  | 2                  | 3                  | 8                 | 0                 | 0                 | 6              | 0              | 0              | 26    | 2     | 3     |
| Total sur la carrière | Total sur la carrière | Total sur la carrière  | 3              | 0              | 0              | 4                 | 0                 | 0                 | 5                  | 2                  | 3                  | 8                 | 0                 | 0                 | 7              | 0              | 0              | 27    | 2     | 3     |

### Matchs internationaux
| Matchs internationaux de Dodi Lukébakio, | Matchs internationaux de Dodi Lukébakio, | Matchs internationaux de Dodi Lukébakio,                      | Matchs internationaux de Dodi Lukébakio, | Matchs internationaux de Dodi Lukébakio, | Matchs internationaux de Dodi Lukébakio, | Matchs internationaux de Dodi Lukébakio, | Matchs internationaux de Dodi Lukébakio,                                                                                |
| #                                        | Date                                     | Lieu                                                          | Adversaire                               | Résultat                                 | Compétition                              | Club                                     | Notes |
| RD Congo                                 | RD Congo                                 | RD Congo                                                      | RD Congo                                 | RD Congo                                 | RD Congo                                 | RD Congo                                 | RD Congo |
| ---------------------------------------- | ---------------------------------------- | ------------------------------------------------------------- | ---------------------------------------- | ---------------------------------------- | ---------------------------------------- | ---------------------------------------- | --- |
| 1                                        | 4 octobre 2016                           | Stade des Martyrs, Kinshasa, République démocratique du Congo | Kenya                                    | D 0 - 1                                  | Match amical                             | Toulouse FC                              | Entre en jeu à la place de Paul-José M'Poku à la 71e minute de jeu.                                                     |
| Belgique                                 |                                          |                                                               |                                          |                                          |                                          |                                          | |
| 1                                        | 11 novembre 2020                         | Stade Den Dreef, Louvain, Belgique                            | Suisse                                   | V 2 - 1                                  | Match amical                             | Hertha Berlin                            | Titulaire, remplacé par Joris Kayembe à la 83e minute de jeu.                                                           |
| 2                                        | 2 septembre 2021                         | A. Le Coq Arena, Tallinn, Estonie                             | Estonie                                  | V 5 - 2                                  | Éliminatoires de la Coupe du monde 2022  | VfL Wolfsburg                            | Entre en jeu à la place de Yannick Carrasco à la 83e minute de jeu.                                                     |
| 3                                        | 5 septembre 2021                         | Stade Roi Baudouin, Bruxelles, Belgique                       | Tchéquie                                 | V 3 - 0                                  | Éliminatoires de la Coupe du monde 2022  | VfL Wolfsburg                            | Entre en jeu à la place de Hans Vanaken à la 81e minute de jeu.                                                         |
| 4                                        | 8 septembre 2021                         | Ak Bars Arena, Kazan, Russie                                  | Biélorussie                              | V 1 - 0                                  | Éliminatoires de la Coupe du monde 2022  | VfL Wolfsburg                            | Titulaire, remplacé par Christian Benteke à la 76e minute de jeu.                                                       |
| 5                                        | 25 septembre 2022                        | Johan Cruyff Arena, Amsterdam, Pays-Bas                       | Pays-Bas                                 | D 0 - 1                                  | Ligue des nations 2022-2023              | Hertha Berlin                            | Entre en jeu à la place de Timothy Castagne à la 82e minute de jeu.                                                     |
| 6                                        | 24 mars 2023                             | Friends Arena, Solna, Suède                                   | Suède                                    | V 3 - 0                                  | Éliminatoires de l'Euro 2024             | Hertha Berlin                            | Titulaire, remplacé par Johan Bakayoko à la 61e minute de jeu.                                                          |
| 7                                        | 28 mars 2023                             | RheinEnergieStadion, Cologne, Allemagne                       | Allemagne                                | V 3 - 2                                  | Match amical                             | Hertha Berlin                            | Titulaire, remplacé par Johan Bakayoko à la 58e minute de jeu.                                                          |
| 8                                        | 17 juin 2023                             | Stade Roi Baudouin, Bruxelles, Belgique                       | Autriche                                 | N 1 - 1                                  | Éliminatoires de l'Euro 2024             | Hertha Berlin                            | Titulaire, remplacé par Johan Bakayoko à la 69e minute de jeu.                                                          |
| 9                                        | 9 septembre 2023                         | Dalga Arena, Bakou, Azerbaïdjan                               | Azerbaïdjan                              | V 1 - 0                                  | Éliminatoires de l'Euro 2024             | Séville FC                               | Entre en jeu à la place de Leandro Trossard à la 79e minute de jeu.                                                     |
| 10                                       | 12 septembre 2023                        | Stade Roi Baudouin, Bruxelles, Belgique                       | Estonie                                  | V 5 - 0                                  | Éliminatoires de l'Euro 2024             | Séville FC                               | Entre en jeu à la place de Yannick Carrasco à la 59e minute de jeu.                                                     |
| 11                                       | 13 octobre 2023                          | Stade Ernst-Happel, Vienne, Autriche                          | Autriche                                 | V 3 - 2                                  | Éliminatoires de l'Euro 2024             | Séville FC                               | Titulaire et buteur, remplacé par Johan Bakayoko à la 70e minute de jeu.                                                |
| 12                                       | 15 novembre 2023                         | Stade Den Dreef, Louvain, Belgique                            | Serbie                                   | V 1 - 0                                  | Match amical                             | Séville FC                               | Entre en jeu à la place de Johan Bakayoko à la 46e minute de jeu.                                                       |
| 13                                       | 23 mars 2024                             | Aviva Stadium, Dublin, Irlande                                | République d'Irlande                     | N 0 - 0                                  | Match amical                             | Séville FC                               | Entre en jeu à la place de Johan Bakayoko à la 64e minute de jeu.                                                       |
| 14                                       | 26 mars 2024                             | Stade de Wembley, Londres, Angleterre                         | Angleterre                               | N 2 - 2                                  | Match amical                             | Séville FC                               | Entre en jeu à la place de Leandro Trossard à la 60e minute de jeu.                                                     |
| 15                                       | 5 juin 2024                              | Stade Roi Baudouin, Bruxelles, Belgique                       | Monténégro                               | V 2 - 0                                  | Match amical                             | Séville FC                               | Entre en jeu à la place de Yannick Carrasco à la 46e minute de jeu.                                                     |
| 16                                       | 17 juin 2024                             | Frankfurt Arena, Francfort, Allemagne                         | Slovaquie                                | D 0 - 1                                  | Euro 2024                                | Séville FC                               | Entre en jeu à la place de Yannick Carrasco à la 84e minute de jeu.                                                     |
| 17                                       | 22 juin 2024                             | Stade de Cologne, Cologne, Allemagne                          | Roumanie                                 | V 2 - 0                                  | Euro 2024                                | Séville FC                               | Titulaire, remplacé par Leandro Trossard à la 56e minute de jeu.                                                        |
| 18                                       | 1er juillet 2024                         | Düsseldorf Arena, Düsseldorf, Allemagne                       | France                                   | D 0 - 1                                  | Euro 2024                                | Séville FC                               | Entre en jeu à la place de Yannick Carrasco à la 88e minute de jeu.                                                     |
| 19                                       | 6 septembre 2024                         | Nagyerdei Stadion, Debrecen, Hongrie                          | Israël                                   | V 3 - 1                                  | Ligue des nations 2024-2025              | Séville FC                               | Titulaire, remplacé par Johan Bakayoko à la 82e minute de jeu.                                                          |
| 20                                       | 9 septembre 2024                         | Parc Olympique lyonnais, Lyon, France                         | France                                   | D 0 - 2                                  | Ligue des nations 2024-2025              | Séville FC                               | Titulaire, remplacé par Johan Bakayoko à la 60e minute de jeu.                                                          |
| 21                                       | 10 octobre 2024                          | Stade olympique, Rome, Italie                                 | Italie                                   | N 2 - 2                                  | Ligue des nations 2024-2025              | Séville FC                               | Entre en jeu à la place de Charles De Ketelaere à la 68e minute de jeu.                                                 |
| 22                                       | 14 octobre 2024                          | Stade Roi Baudouin, Bruxelles, Belgique                       | France                                   | D 1 - 2                                  | Ligue des nations 2024-2025              | Séville FC                               | Entre en jeu à la place de Charles De Ketelaere à la 81e minute de jeu.                                                 |
| 23                                       | 14 novembre 2024                         | Stade Roi Baudouin, Bruxelles, Belgique                       | Italie                                   | D 0 - 1                                  | Ligue des nations 2024-2025              | Séville FC                               | Entre en jeu à la place de Maxim De Cuyper à la 79e minute de jeu.                                                      |
| 24                                       | 17 novembre 2024                         | Bozsik Aréna (en), Budapest, Hongrie                          | Israël                                   | D 0 - 1                                  | Ligue des nations 2024-2025              | Séville FC                               | Titulaire. |
| 25                                       | 20 mars 2025                             | Stade Enrique-Roca de Murcie, Murcie, Espagne                 | Ukraine                                  | D 1 - 3                                  | Ligue des nations 2024-2025              | Séville FC                               | Entre en jeu à la place de Charles De Ketelaere à la 70e minute de jeu.                                                 |
| 26                                       | 9 juin 2025                              | Stade Roi Baudouin, Bruxelles, Belgique                       | Pays de Galles                           | V 4 - 3                                  | Éliminatoires de la Coupe du monde 2026  | Séville FC                               | Entre en jeu à la place de Leandro Trossard à la 47e minute de jeu, remplacé par Nicolas Raskin à la 75e minute de jeu. |

### Buts internationaux
| Buts internationaux de Dodi Lukébakio, | Buts internationaux de Dodi Lukébakio, | Buts internationaux de Dodi Lukébakio, | Buts internationaux de Dodi Lukébakio, | Buts internationaux de Dodi Lukébakio, | Buts internationaux de Dodi Lukébakio, | Buts internationaux de Dodi Lukébakio, | Buts internationaux de Dodi Lukébakio, | Buts internationaux de Dodi Lukébakio, | Buts internationaux de Dodi Lukébakio, |
| #                                      | Date                                   | Lieu                                   | Adversaire                             | Résultat                               | Compétition                            | Détail                                 | Détail                                 | Détail                                 | Cape                                   |
| -------------------------------------- | -------------------------------------- | -------------------------------------- | -------------------------------------- | -------------------------------------- | -------------------------------------- | -------------------------------------- | -------------------------------------- | -------------------------------------- | -------------------------------------- |
| 1                                      | 13 octobre 2023                        | Stade Ernst-Happel, Vienne, Autriche   | Autriche                               | V 3 - 2                                | Éliminatoires de l'Euro 2024           | 13e                                    | du pied gauche                         | 0-1                                    | 11e                                    |
| 2                                      | 13 octobre 2023                        | Stade Ernst-Happel, Vienne, Autriche   | Autriche                               | V 3 - 2                                | Éliminatoires de l'Euro 2024           | 55e                                    | du pied gauche                         | 0-2                                    | 11e                                    |

## Palmarès

### En sélections nationales
|  |  | Belgique - Ligue des nations : - Quatrième : 2021. |